# محمد بوهرافا
محمد بوهرافا لاعب كرة قدم فرنسي من مواليد فرنسا.
لعب سابقاً في لا ليغا اس بي سي ونادي النصر ونادي الظفرة ونادي مصفوت.

## روابط خارجية
محمد بوهرافا على موقع قاعدة بيانات كرة القدم.إي يو (الإنجليزية)